# Eldorado (São Paulo)
Eldorado – miasto i gmina w Brazylii, w stanie São Paulo. Znajduje się w mezoregionie Litoral Sul Paulista i mikroregionie Registro.